# Robert Pirih
Robert Pirih, slovenski vojak, * 4. marec 1972, Spodnja Idrija.
Vojak Pirih je bil ob eksploziji protipehotne mine, ki je ubila Dejana Bizjaka, ranjen. Za njegovo nesebično reševanje ranjenega kolega je bil odlikovan.

## Odlikovanja in priznanja
- zlata medalja Slovenske vojske (10. avgust 1993)
- medalja za ranjence (10. avgust 1993)